# 李安 (膳部大夫)
李安（？—572年），北周官员。
李安原本因为擅长烹调受到宇文护的宠信，被提拔为膳部大夫。周明帝宇文毓天性聪明机智，有见识和度量，宇文护很畏惧他。武成二年（560年）夏四月，宇文护暗中命令李安在加糖的蒸饼中下毒，进献给周明帝，周明帝病危，留下遗言后就去世了。
天和七年三月（572年4月），周武帝宇文邕杀死了宇文护后，召见宫伯长孙览等人，当即下令拘捕宇文护的儿子们以及柱国侯伏侯龙恩、大将军侯伏侯万寿、大将军刘勇、中外府司录尹公正、中外府司录袁杰、膳部下大夫李安等人，在宫殿中将他们杀死。齐王宇文宪对周武帝说：“李安出于奴仆，所掌管的不过是厨房事务，既然没参与政治，不到该杀的条件。”周武帝回答说：“你不知道而已，世宗皇帝之死，就是李安干的。”